# 杨觐光 (清朝)
杨觐光，贵州铜仁人，是一名清朝政治人物。
杨觐光曾于1795年接替陈梦兰任奉贤县知县一职，1796年由王桂怀接任。